# 布鲁斯·迪金森
布鲁斯·迪金森（英語：Bruce Dickinson，1958年8月7日—），是位英國搖滾／重金屬歌手、詞曲作家、飛行員、廣播員以及航空公司老闆。他是重金属樂團鐵娘子的主唱，他以寬廣的歌劇式唱腔與充滿狂放魅力的舞台風格著稱。

## 生平
1958年出生於英國諾丁罕郡的沃克索普。他在謝菲爾德與倫敦念大學，於70年代開始音樂生涯，起初是加入一支在小俱樂部表演的樂團。1979年，他加入「英國重金屬新浪潮」樂團參孫，他參與了該團兩張錄音室專輯，同時以藝名「布鲁斯·布鲁斯」開始獲得知名度。1981年離開參孫，加入鐵娘子擔任主唱。1982年發行鐵娘子的錄音室專輯《獸名數目》。在鐵娘子的任期內，他成為七張美國和英國的白金和黄金唱片歌手，使他在全世界獲得極高的聲譽。
迪金森為發展個人興趣與事業，於1993年退出鐵娘子，以學習飛行、實驗各種重金屬和搖滾風格。該團沉寂兩年後由布雷斯·貝利接任主唱。他於1999年與吉他手艾德里安·史密斯一起重新加入鐵娘子，並再陸續發行了五張錄音室專輯。2005年，發行個人專輯《暴虐靈魂》。他的堂弟羅柏·迪金森擔任過另類搖滾樂團風火輪的主唱。他的兒子奧斯丁·迪金森是金屬核樂團聳立的主唱。
迪金森除了在音樂上的成就，也以追求其他領域發展而著名。最值得一提的是，他曾長期擔任英國星辰航空公司機長與營銷主管。多家媒體報導他兼任樂團主唱與民航飛行員的特殊身份，例如他親自駕駛鐵娘子樂團的世界巡迴專機「艾迪一號」，載著數百名人員和十二噸演出器材，在世界各地舉辦演唱會的創舉。星辰航空公司在迪金森離開後倒閉，他為了挽救老東家與當地的航空工業，成立卡迪夫航空公司，提供飛機維修保養與飛行員培訓。迪金森也曾任英國廣播公司音樂六台的廣播主持人，擁有自己的廣播節目。也創作過電視紀錄片、小說、電影劇本。他也和羅賓森啤酒廠合作過聯名啤酒，並參加過國際擊劍比賽奪下冠軍。

## 外部連結
- 官方網站 （页面存档备份，存于）（英文）